# Lysakerelven Station
Lysakerelven Station (Lysakerelven stasjon) var en metrostation på Kolsåsbanen på T-banen i Oslo. Stationen blev lukket 1. juli 2006, da Kolsåsbanen skulle opgraderes til metrostandard. Den og den gamle Bjørnsletta Station blev i stedet erstattet af en ny Bjørnsletta Station, der åbnede 17. august 2010, omtrent midt mellem de to gamle stationer.